# Jahnstraße (Naumburg)

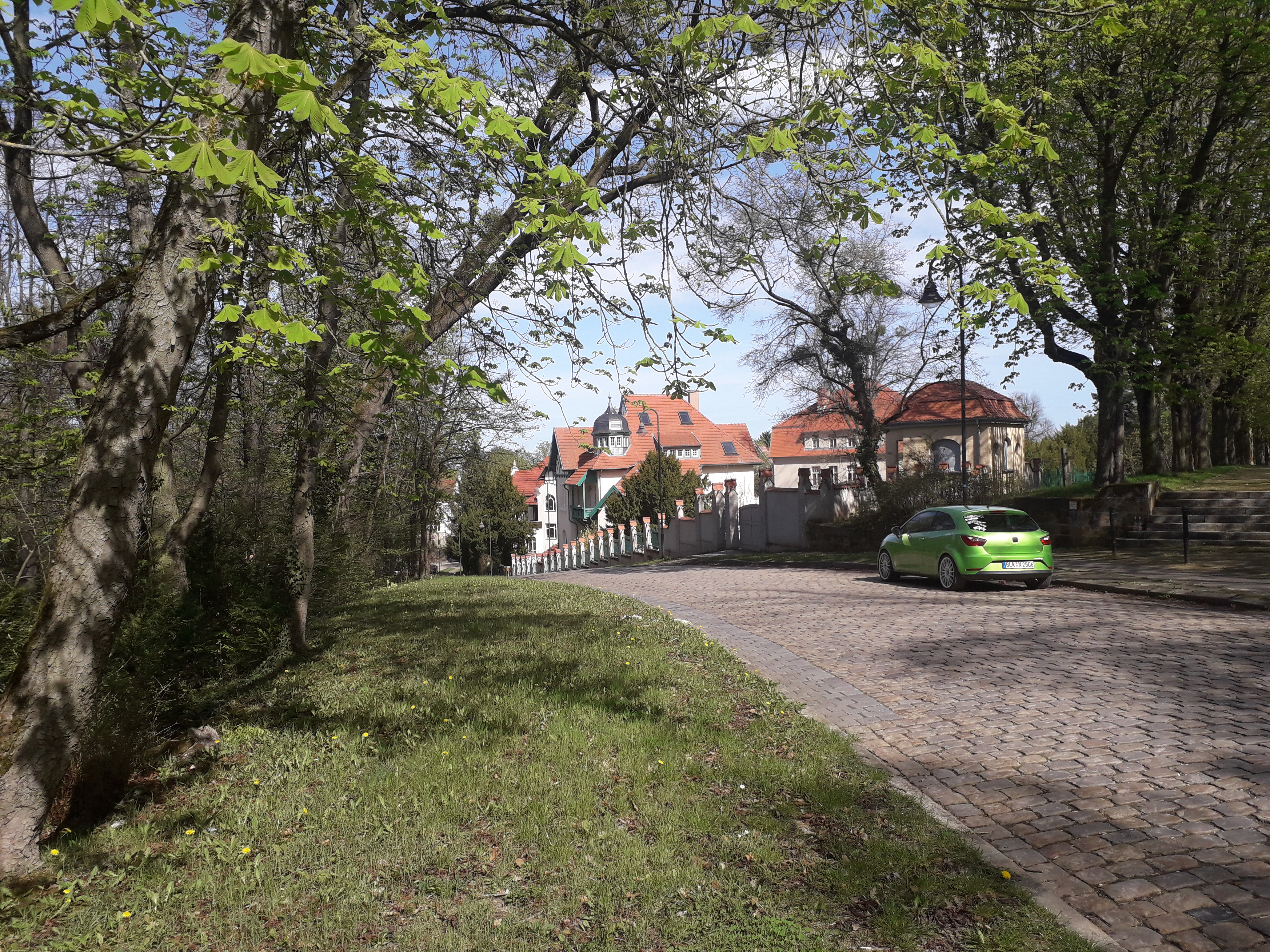
Jahnstraße vom Goetheweg her

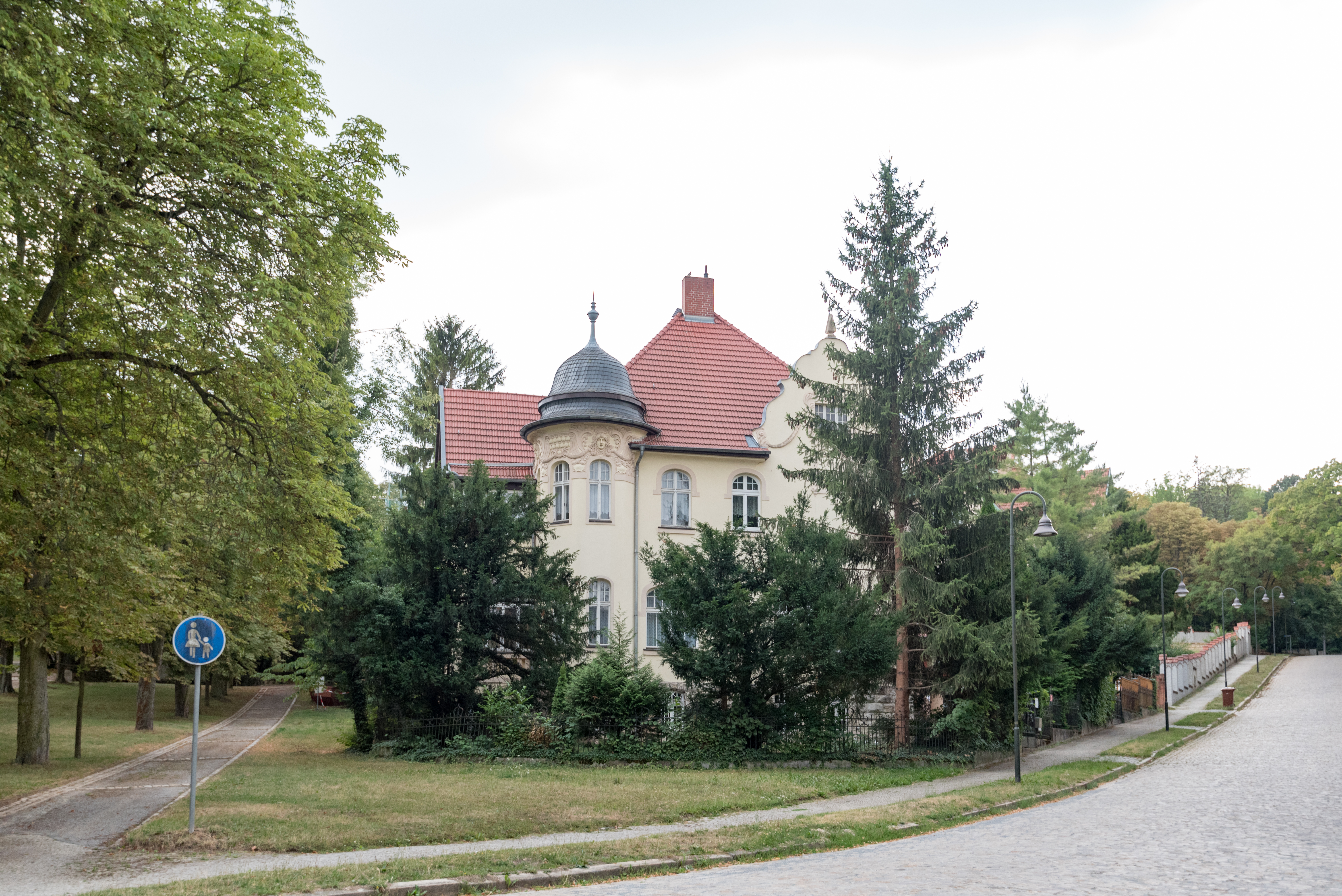
Jahnstraße 1

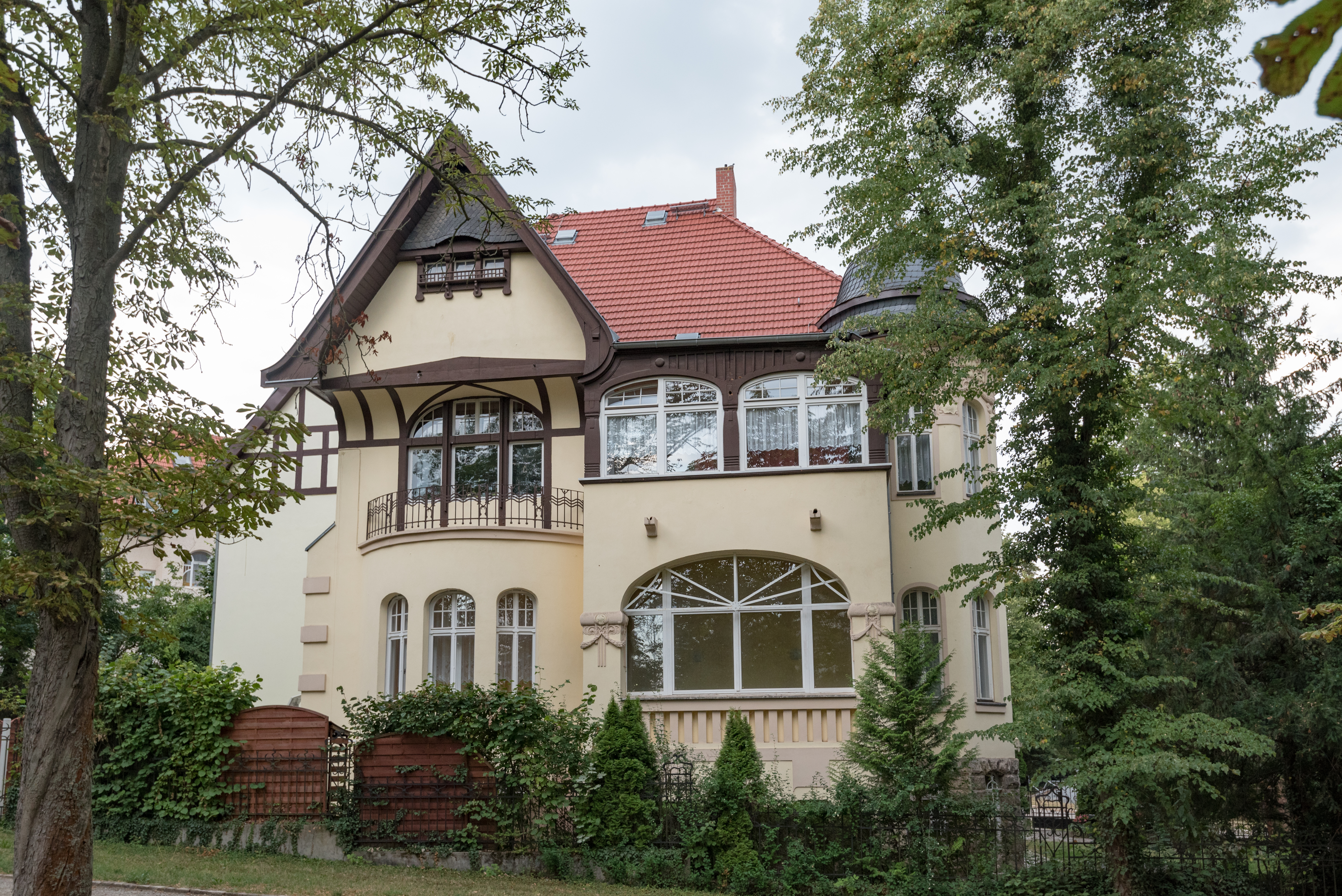
Jahnstraße 1 Ansicht

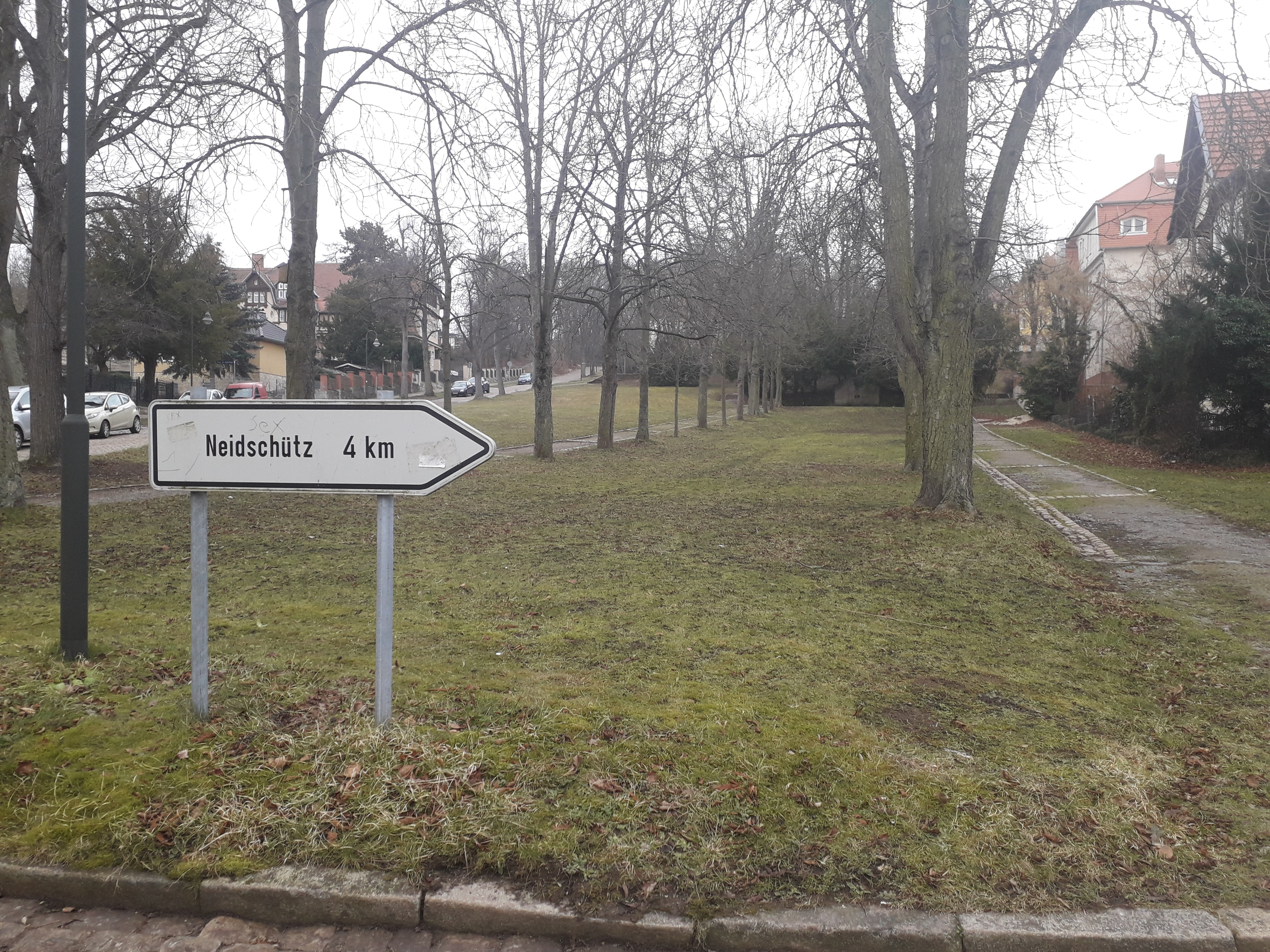
Kirschberg mit Blick zum Luisendenkmal, rechte Hausreihe im Bild gehört zur Jahnstraße

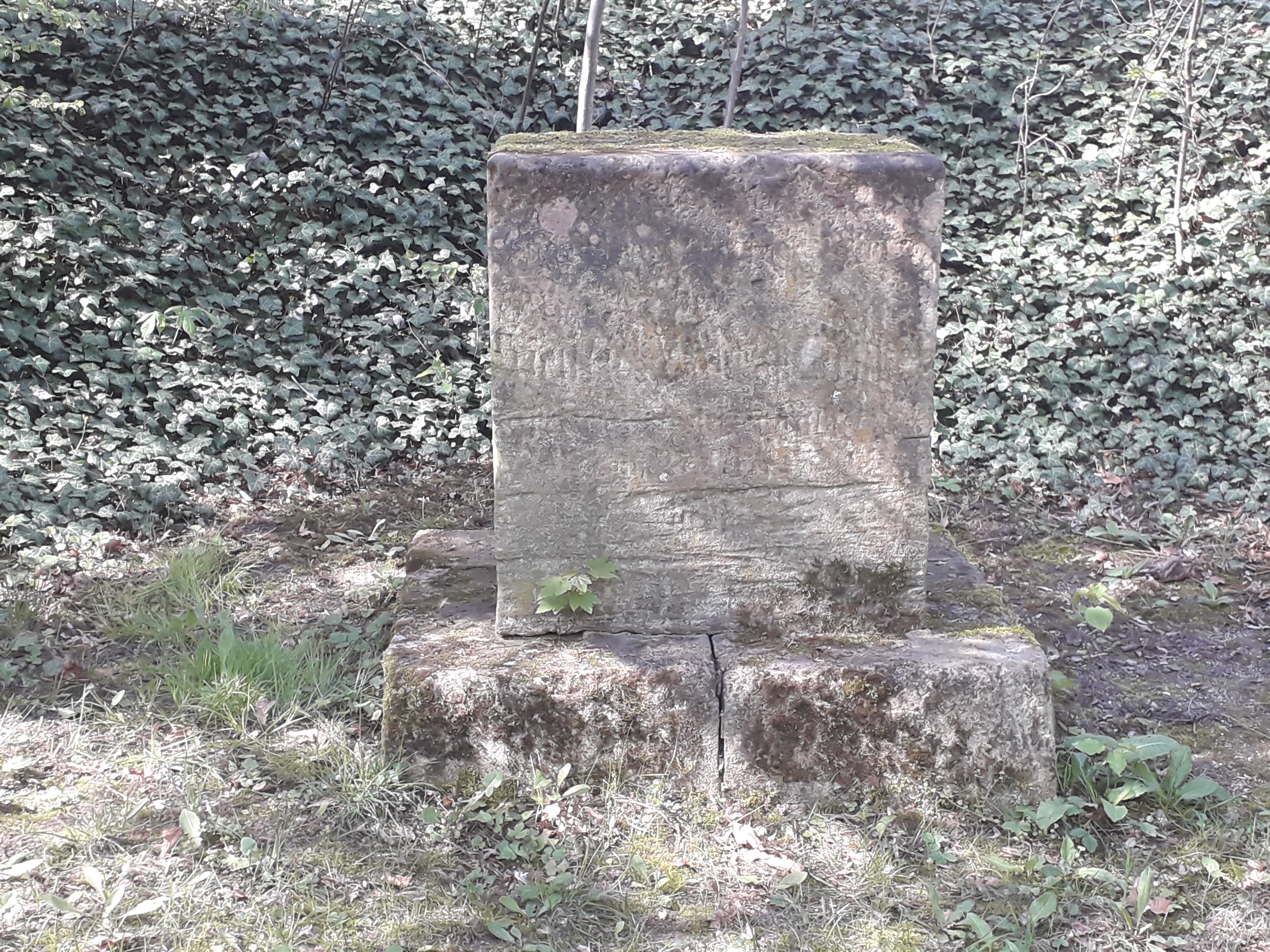
Gedenkstein in der Jahnstraße

Die nach dem Turnvater Friedrich Ludwig Jahn im Naumburger Bürgergartenviertel gelegene Jahnstraße verläuft zwischen Charlottenstraße/Kirschberg und Goetheweg. Sie beginnt an der Luisenstraße. Sie ist eine Anliegerstraße.
Die Jahnstraße steht auf der Liste der Kulturdenkmale in Naumburg (Saale). In dieser Straße stehen Villen des Jugendstils und auch alte Bäume. Im Bürgergarten befindet sich für den Turnvater Jahn ein Denkmal. Ein  Gedenkstein ist auch in der Jahnstraße selbst, der allerdings kaum noch lesbar ist. In der Jahnstraße 1 ist außer einer Arztpraxis der Soziale Dienst der Justiz ansässig.